# Auf dem Segler
Auf dem Segler ist ein Gemälde von Caspar David Friedrich aus der Zeit um 1818. Es wird der deutschen Romantik zugerechnet und stammt aus der Zeit, als Friedrich als Mitglied der Dresdner Kunstakademie ein Gehalt bezog und heiraten konnte. Das Bild zeigt von hinten betrachtet ein Paar auf dem Bug eines Segelschiffs, das sich die Hand hält. Im Hintergrund ist die Silhouette einer traumhaften Stadt zu erkennen. Das Bild gehört seit 1963 zum Bestand der St. Petersburger Eremitage.

## Beschreibung und Hintergrund
Das Bild hat die Maße 71 × 56 cm und ist in der Maltechnik Öl auf Leinwand ausgeführt. In der St. Petersburger Eremitage trägt es die Inventarnummer ГЭ-9773. 1820 besuchte Großherzog Nikolai Pawlowitsch Caspar David Friedrich in seinem Dresdner Atelier und kaufte das Bild für Schloss Peterhof. Bis 1963 befand es sich im Museum Pawlowsk, danach kam es in die Eremitage.

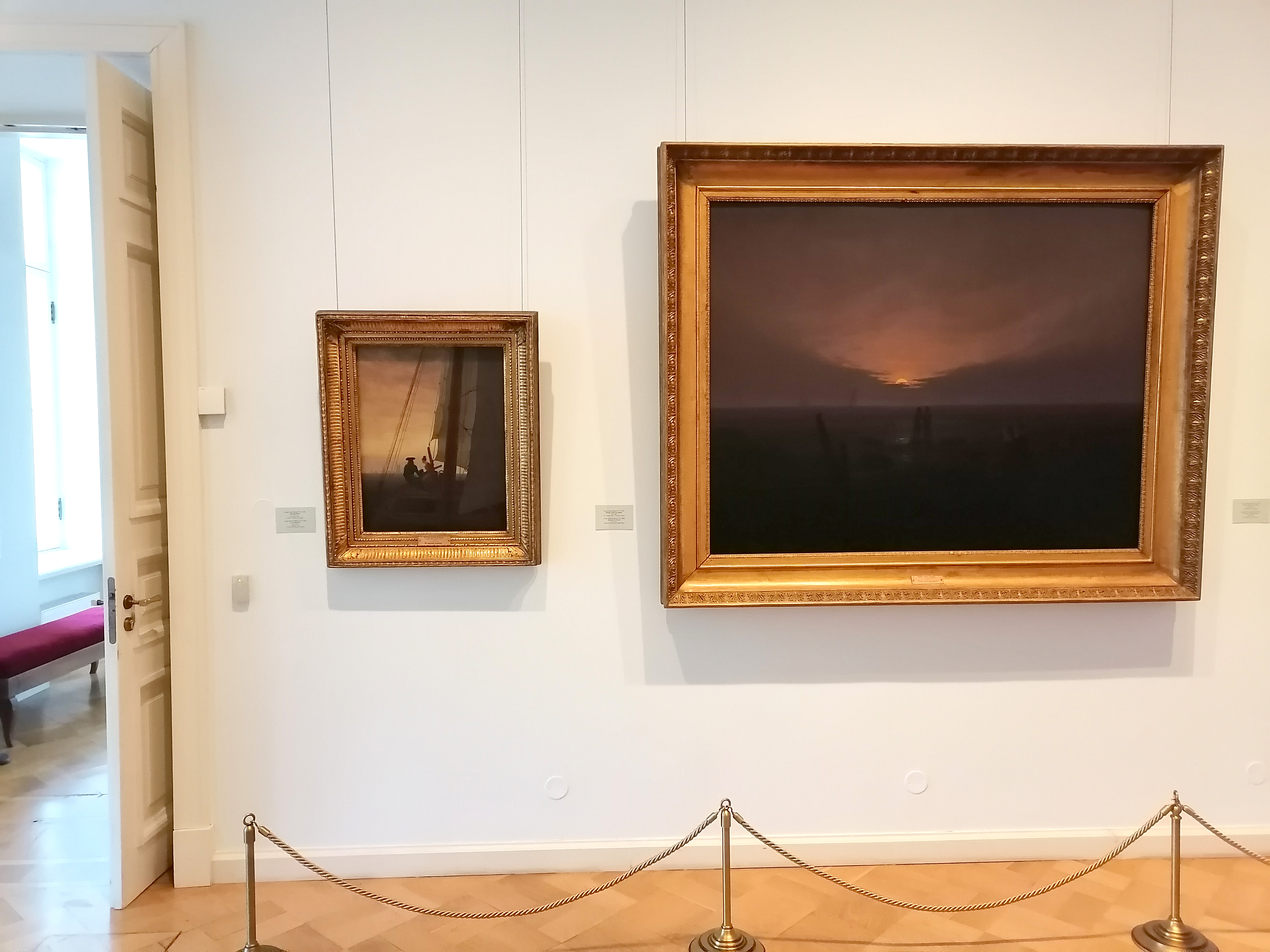
Heutige Hängung in der Eremitage, Sankt Petersburg, Saal 352, rechts daneben Friedrichs Mondaufgang am Meer von 1822

Persönliche Begebenheiten aus dem Leben Caspar David Friedrichs finden sich selten in seinen Bildern, aber in diesem liegt die Vermutung nahe, dass er sich hier selbst von hinten als Rückenfigur und seine mit ihm 1818 frisch vermählte Frau Caroline Bommer von der Seite im Profil zeigt. Die beiden halten sich die Hand und sitzen im Bug eines Segelschiffs, das auf glatter See geräuschlos auf eine traumhaft wirkende fantastische Stadt in leichtem Dunst zuhält. Der Mann trägt dunkelblaue Kleidung mit altdeutschem Barett, die Frau ein rotes Kleid mit weißem Kragen. Seit dieser Zeit erscheinen in Friedrichs Bildern nicht mehr nur einsame Männer, sondern auch Frauen und Paare. Das Schiff ist in der Komposition an den rechten Rand des Bildes gerückt, damit auch der Betrachter, der sich scheinbar mit an Bord befindet, ebenfalls das Panorama der Stadt und das Paar aus angemessener Distanz betrachten kann.
Vielleicht stellt der Künstler in diesem Bild das Motiv des „Lebensschiffes“ dar, das in der christlichen Tradition in Literatur und Bildender Kunst die Reise vom Diesseits ins Jenseits symbolisiert. Ziel ist der Hafen der Stadt, in diesem Zusammenhang wohl der „Ehehafen“. Dominierende Elemente der Komposition dieses Gemäldes bestehen vorwiegend aus teilweise schrägen Vertikalen in Tauwerk und Gaffeltakelung des Schiffes, die sich in den Türmen der Stadt am noch fernen Ufer fortsetzen. Diese Türme erinnern an Motive aus Dresden, Greifswald und Stralsund.
Entstanden ist das Gemälde nach einer Reise, die die beiden in ihre Heimat an der Ostsee bei Greifswald unternommen hatten. Nach Ansicht des Kunsthistorikers Willi Geismeier „versinnbildlicht es den gemeinsamen Lebenslauf, der in der aufdämmernden Stadtsilhouette einer fernen Verheißung und Erfüllung zustrebt.“ Das Motiv des Hafens mit seinen Segelschiffen, oft mit am Ufer liegenden Ankern als Symbol für feste Bindungen, erscheint bei Friedrich in der Zeit oft in seinen Bilden. In seinen Hafenlandschaften herrscht als Beleuchtung entweder eine verheißungsvolle Morgendämmerung, wie in diesem Bild, oder ein ahnungsvolles Abendlicht vor.

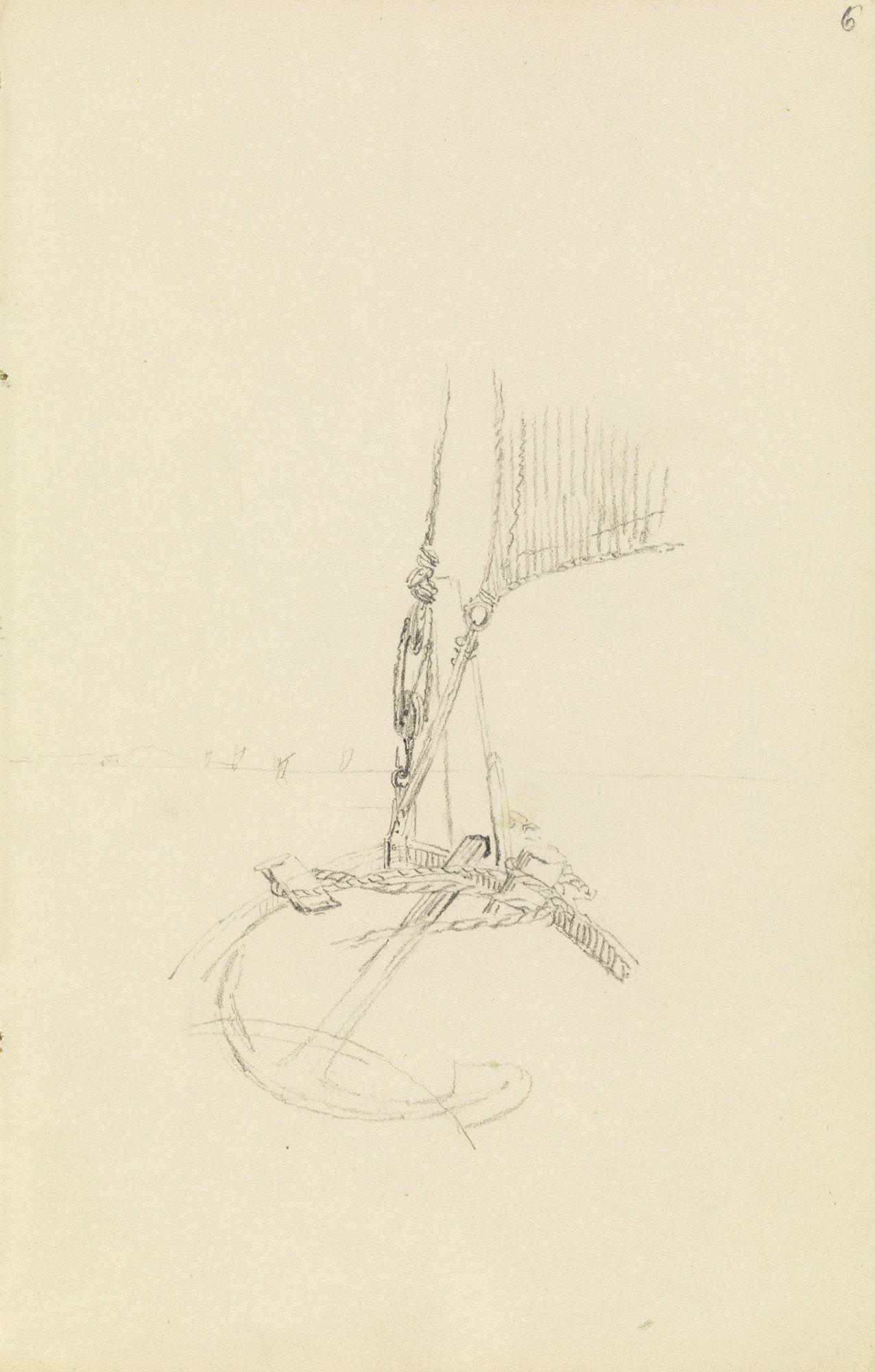
Bleistiftzeichnung von 1806, die den Bug des Segelschiffes zeigt, Nationalmuseum Oslo

Einen Vergleich mit Édouard Manet zieht der amerikanische Kunsthistoriker Robert Rosenblum. Er sieht Manets Bild Im Boot von 1874 als Gegenstück zu Friedrichs Bild, wenn man sich auf eine nüchterne Beschreibung beschränkt. „In beiden Bildern sind die Schnitte an allen vier Bildrändern so kühn gesetzt, daß wir zu unerwarteten Eindringlingen in ein Privatleben werden.“ Bei Manet ist es ein zufälliger Augenblick aus dem Leben zweier Menschen, die einen Ausflug machen, bei Friedrich hingegen ist es eine allegorische Szene, „die Gedanken an Lebenszyklen, an unerfüllbare Träume und Reisen außerhalb dieser Welt in Gang setzen.“ Es ist keine gewöhnliche Reise, denn sie vereint für immer zwei Seelen. Rosenblum erwähnt, dass Friedrich und seine Frau im Sommer 1818 von Greifswald aus zur Insel Rügen fuhren, deren spektakuläre Motive der Maler oft bildlich darstellte.
In der Sammlung des Nationalmuseums in Oslo befindet sich ein Skizzenbuch Friedrichs, in dem es eine Bleistiftzeichnung (11,8 × 18,2 cm) des Bugs aus dem Jahr 1806 gibt.

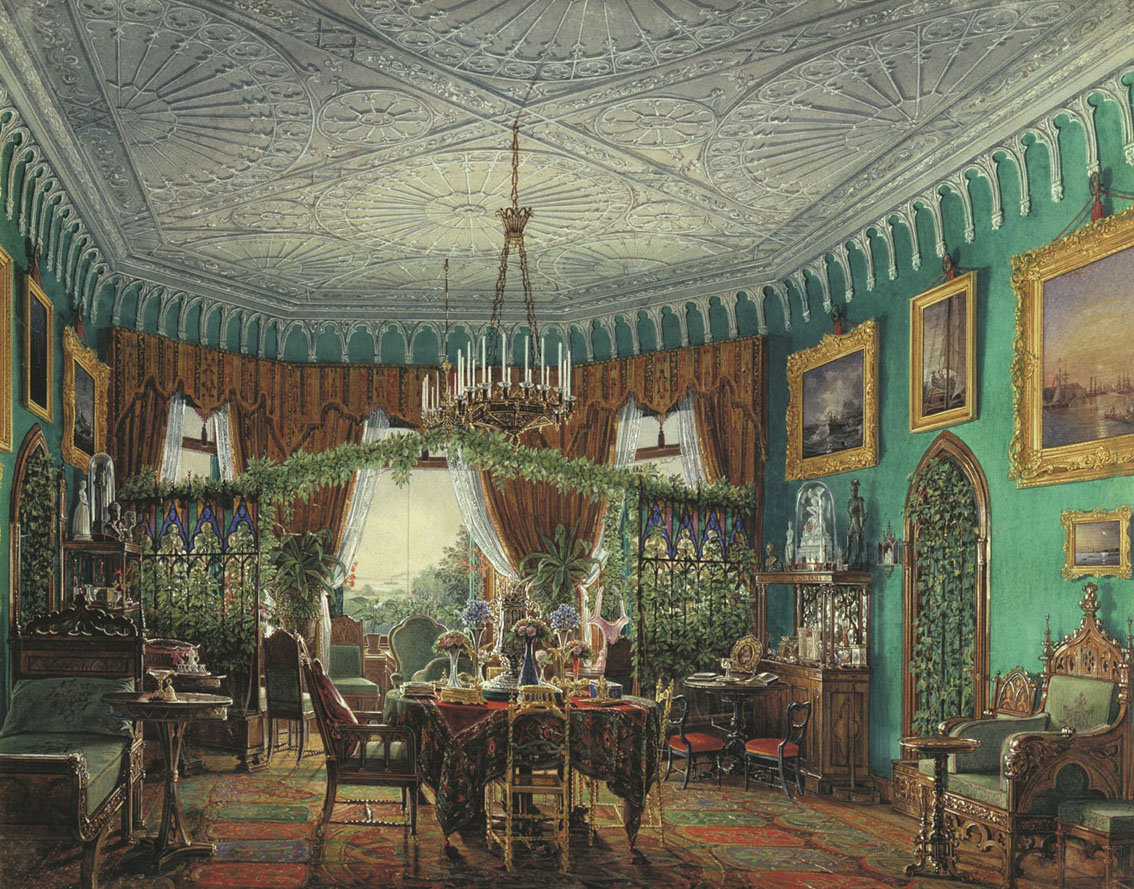
Gemälde von Eduard Hau um 1860, das ein Interieur von Schloss Peterhof mit dem Bild von Friedrich über dem Rankgestell rechts zeigt

## Rezeption
1974, anlässlich des 200. Geburtstages von Caspar David Friedrich, fand an der Greifswalder Ernst-Moritz-Arndt-Universität ein Kongress statt, der sich mit dem Künstler und seinem Werk befasste. So ordnete Nikolaus Zaske, Hochschullehrer in Greifswald, dieses Bild neben anderen  den „großartigen“ Werken Friedrichs zu. „Seine Kunst blühte in neuer Weise auf, sie erreichte ihr sommerliche Reife.“ Das Bild zeige „ganz eindeutig“ das Verhältnis des Bürgers zu seiner Stadt. Es sei eine ihn faszinierende Erscheinung am Horizont, zu der er „geistig auf dem Weg sei.“ Auf den Bildhintergrund mit der Silhouette einer traumhaften Stadt weist auch die Kunsthistorikerin und Spezialistin für deutsche Romantik Hannelore Gärtner hin. Sie sieht einen „engen Zusammenhang von patriotischem Anliegen und gotischer Architektur, der vor allem in den erdachten Stadtbildern deutlich wird und sich die gotische Stadtsilhouette zum Idealbild, zum Ziel menschlicher Sehnsucht erhebt, die Verheißung des nahen Glücks.“ Peter H. Feist schreibt: „Und doch ist es ein anderes Zusammenwirken, als im „Elbtal“. Denn der greifbar scheinende Segler strebt den Umrissen einer erdachten Stadt entgegen, menschliche und damit soziale Sehnsucht ausdrückend.“

## Ausstellung
- The Romantic Vision of Caspar David Friedrich: Paintings and Drawings from the U.S.S.R. im Art Institute of Chicago vom 1. November 1990 bis 6. Januar 1991 und im Metropolitan Museum of Art, New York vom 23. Januar bis 31. März 1991